# The Circus and the Nightwhale
The Circus and the Nightwale è il ventottesimo album in studio del cantante e chitarrista inglese Steve Hackett. L'album è stato pubblicato il 16 febbraio 2024.

## Tracce
1. People Of The Smoke – 5:19
2. These Passing Clouds – 1:36
3. Taking You Down – 4:18
4. Found and Lost – 1:50
5. Enter the Ring – 3:54
6. Get Me Out – 4:16
7. Ghost Moon and Living Love – 6:44
8. Circo Inferno – 2:31
9. Break Out – 1:38
10. All at Sea – 1:47
11. Into the Nightwhale – 4:07
12. Wherever You Are – 4:21
13. White Dove – 3:15